# Sterrhochaeta subtilis
Sterrhochaeta subtilis là một loài bướm đêm trong họ Geometridae.